# Frontal de la Seu d'Urgell o dels Apòstols
El Frontal de la Seu d'Urgell o dels Apòstols és un frontal d'altar d'estil romànic exposat actualment al Museu Nacional d'Art de Catalunya. L'obra data del segon quart del segle xii i procedeix d'una església del bisbat de la Seu d'Urgell i fou adquirit el 1905. És una de les obres mestres de la col·lecció de pintura sobre taula del MNAC.

## Anàlisi formal

### Estil
L'obra, realitzada amb tremp d'ou sobre fusta de pi, és una de les representacions més característiques del romànic català, degut al compliment dels principis estilístics del romànic, com són la simetria bilateral, la inexistència d'un fons, la perspectiva jeràrquica i la geometrització antinaturalista de les formes, com es pot observar als plecs de les robes. També destaca per la qualitat de la policromia. L'obra mostra semblances, sobretot pel que fa als colors i les sanefes, al frontal de Sant Martí d'Ix, cosa que indica que probablement sortien del mateix taller o autor.

### Composició

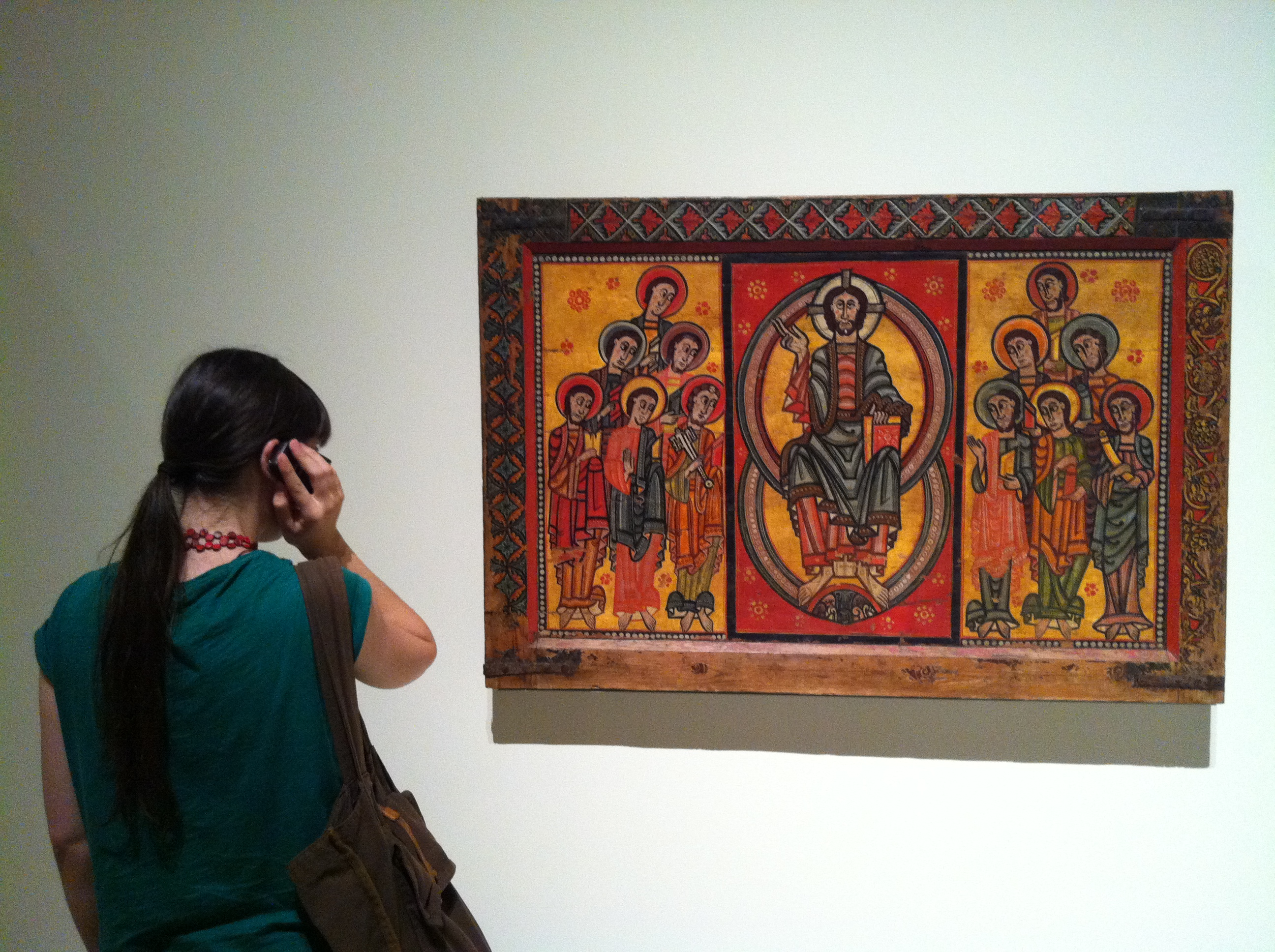
El Frontal exposat a les sales del romànic del Museu Nacional d'Art de Catalunya.

Al centre de l'obra es pot veure un Crist en Majestat (Maiestas Domini), d'una mida més gran que la resta de figures de la composició. La doble màndorla que envolta el Crist en Majestat és tradicional carolíngia. El cercle superior representa el Cel, i el cercle inferior, on es recolzen els peus de la figura, el planeta Terra.
Amb la mà esquerra sosté el Llibre de la Vida, tancat amb set segells, i amb la mà dreta beneeix a l'observador de l'obra. El seu rostre és sever i està voltejat per un nimbus crucífer.
En els laterals de l'obra podem veure dos grups de sis apòstols, disposats en forma piramidal. Les mirades d'aquests es dirigeixen cap a Déu. Tots porten algun tipus de llibre o rotlles i Sant Pere mostra la seva clau característica, així com Sant Pau, a l'altre lateral, mostra la seva calvície.